# Coupe latine de football 1950
Navigation
Coupe latine 1949 Coupe latine 1951

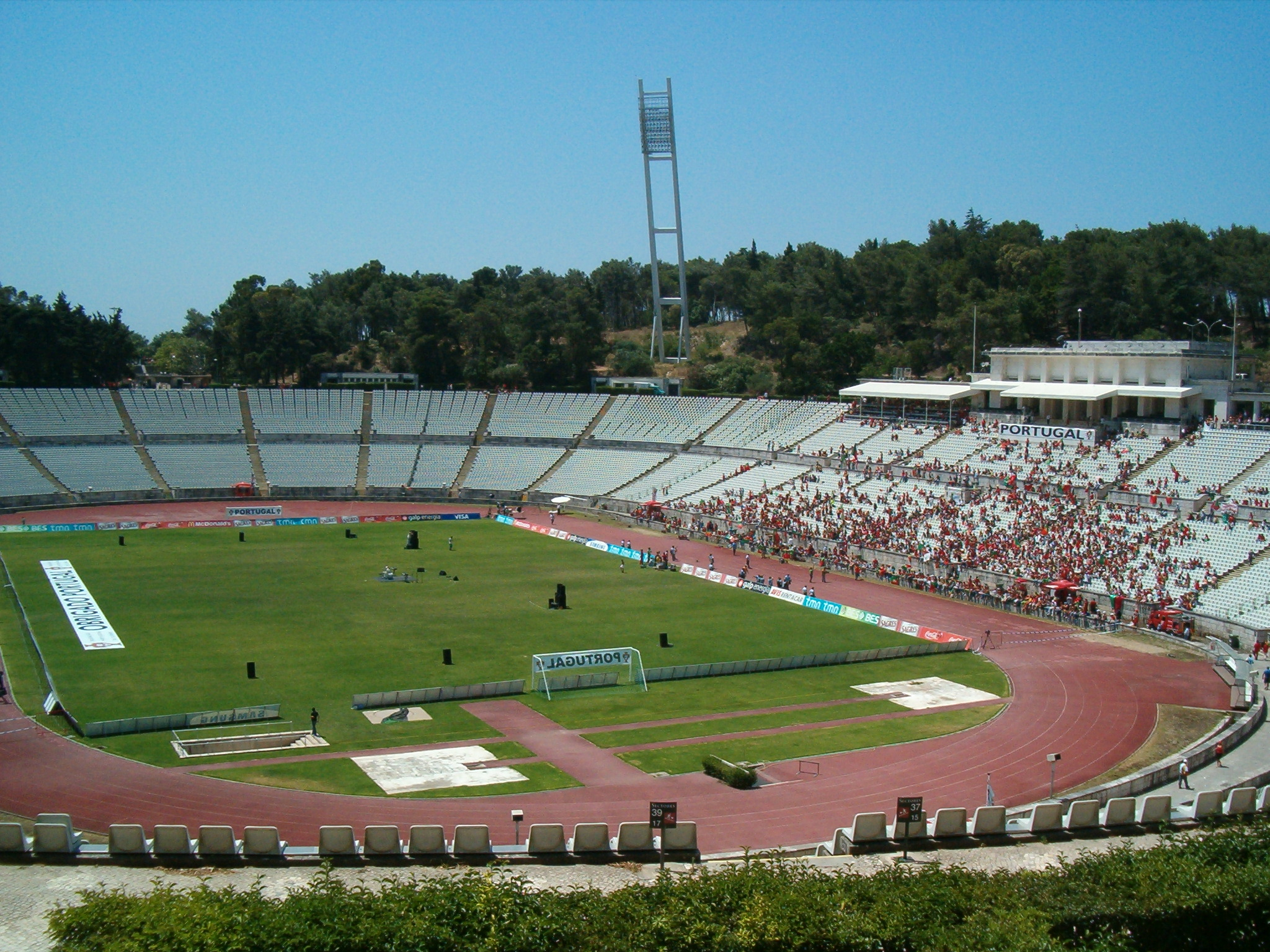
Stade Jamor

La Coupe latine 1950 a vu la victoire du Benfica. Elle s'est déroulée à Lisbonne et s'est terminée le 18 juin 1950 par la finale à l'Estádio Nacional. La première finale, le 11 juin s'étant soldée par un match nul, celle-ci fut rejouée une semaine plus tard et se termina à la mort subite après 146 minutes de jeu.

## Demi-finales
| Club                  | Score | Club               |
| --------------------- | ----- | ------------------ |
| Girondins de Bordeaux | 4 - 2 | Atlético de Madrid |
| Benfica Lisbonne      | 3 - 0 | Lazio Rome         |

| Demi-finale          | Girondins de Bordeaux | 4 - 2   | Atlético de Madrid | Estádio Nacional, Oeiras                             |                                                      |
| 10 juin 1950 à 16h05 | Kargu 16e 88e · Doye 44e · Babot 90e (csc) | (2 - 0) | 48e Ben M'Barek · 77e Carlsson | Spectateurs : Inconnue Arbitrage : Paulo de Oliveira | Spectateurs : Inconnue Arbitrage : Paulo de Oliveira |
| 10 juin 1950 à 16h05 | Jean-Guy Astresses, Georges Mérignac, Jean Swiatek, André Doye, René Persillon, Manuel Garriga, René Gallice, Mustapha Ben M'Barek, Édouard Kargu, Bertus de Harder (entraîneur : André Gérard) | Équipes | Marcel Domingo, Rafael Lesmes, Joan Babot, Larbi Ben M'Barek, Henry Carlsson, Pablo Olmedo (es), Manuel Farias (es), Julián Cuenca (en), José Hernández González (es), Pahiño, Salvador Estruch (entraîneur : Helenio Herrera) | Spectateurs : Inconnue Arbitrage : Paulo de Oliveira | Spectateurs : Inconnue Arbitrage : Paulo de Oliveira |

| Demi-finale          | Benfica Lisbonne | 3 - 0   | Lazio Rome | Estádio Nacional, Oeiras                        |                                                 |
| 10 juin 1950 à 18h05 | Rosário 7e · Rogério Pipi 27e · Arsénio 76e | (2 - 0) | | Spectateurs : Inconnue Arbitrage : Julián Arqué | Spectateurs : Inconnue Arbitrage : Julián Arqué |
| 10 juin 1950 à 18h05 | José Bastos, Joaquim Fernandes, Jacinto, Félix, Francisco Moreira, Rosário, José da Costa, Rogério Pipi, Eduardo José Corona, Julinho, Arsénio (entraîneur : Ted Smith) | Équipes | Aldo De Fazio (it), Ernesto Sandroni, Sergio Piacentini (it), Francesco Antonazzi (en), Enrique Flamini (en), Mario Magrini (it), Guglielmo Trevisan (en), Ferenc Nyers, Aldo Puccinelli (en), Dionisio Arce (it), Serafino Montanari (it) (entraîneur : Mario Sperone) | Spectateurs : Inconnue Arbitrage : Julián Arqué | Spectateurs : Inconnue Arbitrage : Julián Arqué |

## Match pour la troisième place
| Match pour la 3e place | Atlético de Madrid | 2 - 1   | Lazio Rome | Estádio Nacional, Oeiras                             |                                                      |
| 11 juin 1950           | Ben M'Barek 10e · Escudero 16e | (2 - 0) | 73e Nyers | Spectateurs : Inconnue Arbitrage : Gabriel Tordjmann | Spectateurs : Inconnue Arbitrage : Gabriel Tordjmann |
| 11 juin 1950           | Vicente Dauder (en), Rafael Lesmes, Tinte (es), José Luis Riera (en), Larbi Ben M'Barek, Henry Carlsson, Pablo Olmedo (es), Manuel Farias (es), Salvador Estruch, Agustín Sánchez Quesada (es), Adrián Escudero (entraîneur : Helenio Herrera) | Équipes | Giorgio Fioravanti (it), Francesco Antonazzi (en), Renato Spurio (it), Sergio Piacentini (it), Enrique Flamini (en), Norberto Höfling, Ferenc Nyers, Aldo Puccinelli (en), Romano Penzo (it), Vittorio Sentimenti, Serafino Montanari (it) (entraîneur : Mario Sperone) | Spectateurs : Inconnue Arbitrage : Gabriel Tordjmann | Spectateurs : Inconnue Arbitrage : Gabriel Tordjmann |

## Finale
| Finale 1     | Benfica Lisbonne | 3 - 3 (a.p.) | Girondins de Bordeaux | Estádio Nacional, Lisbonne |  |
| 11 juin 1950 | Arsénio 4e · Corona 17e · Julinho 55e | (2 - 3)      | 21e 36e Doye · 43e Persillon |                            |  |
| 11 juin 1950 | José Bastos, Jacinto, Joaquim Fernandes, Félix, Francisco Moreira, José da Costa, Rogério Pipi, Eduardo José Corona, Arsénio, Julinho, Pascoal (entraîneur : Ted Smith) | Équipes      | Jean-Guy Astresses, Manuel Garriga, Georges Mérignac, Ben Kaddour M'Barek, Jean Swiatek, René Gallice, René Persillon, Mustapha Ben M'Barek, Édouard Kargu, Guy Meynieu, André Doye (entraîneur : André Gérard) |                            |  |

| Finale 2     | Benfica Lisbonne | 2 - 1 (but en or) | Girondins de Bordeaux | Estádio Nacional, Lisbonne                        |                                                   |
| 18 juin 1950 | Arsénio 89e · Julinho 147e | (0 - 1)           | 9e Kargu | Spectateurs : 25 000 Arbitrage : Giacomo Bertolio | Spectateurs : 25 000 Arbitrage : Giacomo Bertolio |
| 18 juin 1950 | José Bastos, Jacinto, Joaquim Fernandes, Félix, Francisco Moreira, José da Costa, Rogério Pipi, Eduardo José Corona, Arsénio, Julinho, Rosário (entraîneur : Ted Smith) | Équipes           | Jean-Guy Astresses, Manuel Garriga, Georges Mérignac, Ben Kaddour M'Barek, Jean Swiatek, René Gallice, René Persillon, Mustapha Ben M'Barek, Édouard Kargu, Guy Meynieu, André Doye (entraîneur : André Gérard) | Spectateurs : 25 000 Arbitrage : Giacomo Bertolio | Spectateurs : 25 000 Arbitrage : Giacomo Bertolio |